# Cora Jade
Brianna Coda (ur. 14 stycznia 2001 w Chicago) – amerykańska wrestlerka. Jest najbardziej znana ze swojej kadencji w WWE, gdzie występowała w marce NXT pod pseudonimem Cora Jade. Jednokrotnie zdobyła tytuł NXT Women’s Tag Team z Roxanne Perez.
Coda rozpoczęła karierę wrestlerki w 2018 r. Oprócz występów na scenie niezależnej walczyła również w All Elite Wrestling (AEW) i Impact Wrestling. W tym czasie nosiła imię Elayna Black.

## Mistrzostwa i osiągnięcia
- Pro Wrestling Illustrated
  - PWI umieściło ją na 83. miejscu rankingu wrestlerek PWI Top 150 w 2022[5]
- WWE
  - NXT Women’s Tag Team Championship (1 raz) – z Roxanne Perez